# Victor Zsasz
Victor Zsasz, også kendt som Mr. Zsasz eller blot Zsasz er en skurk, der optræder i amerikanske tegneserier, der bliver udgivet af DC Comics, normalt som en af superhelten Batmans modstandere.
Karakteren optrådte første gang i Batman: Shadow of the Bat #1 (juni 1992). Han er en sadomasokistisk og psykopatisk seriemorder der skærer streger i sig selv for hver af sine ofre. Han er en del af gruppen af Batmans modstandere, som samlet kaldes rogues gallery.
Karakteren har optrådt i en række former uden for tegneserier. Disse tæller Danny Jacobs der har lagt stemme til ham i Batman: Arkham-computerspilserien, og i live action udgaver; Anthony Carrigan der spillede ham i tv-serien Gotham, Alex Morf i Arrowverse-serie Batwoman, Tim Booth i Batman Begins (2005), og Chris Messina i DC Extended Universe-filmen Birds of Prey (2020).